# François Engelbert Renson d'Allois d'Herculais
François Engelbert Renson d'Allois d'Herculais est un général français du Second Empire et de la Troisième République,. A la fin de sa carrière, il totalise 47 ans de service et 30 campagnes.

## Biographie
Né le 8 mai 1818 à Neuf-Brisach, il est le fils d'un sergent-major à la Légion de Moselle.
En 1823, il intègre le 54e régiment d'Infanterie comme enfant de troupe, avant d'y devenir tambour quelques années plus tard, à l'âge de 15 ans. 
A 18 ans, il s'engage brièvement au 44e régiment d'Infanterie, avant de rejoindre la 19ème promotion de Saint-Cyr quelques jours plus tard. 

### Début de carrière
En 1836, il entre à l'Ecole Spéciale Militaire de Saint-Cyr, promotion de l'Obélisque. Son classement brillant lui permettra d'intégrer l'école d'Etat-Major dont il sortira lieutenant le 18 janvier 1841.
Stagiaire au 51e régiment d'Infanterie, il est promu capitaine en 1842. Il  occupe successivement les fonctions d'aide de camp du général de Lamoricière, puis du général d'Hautpoul, alors inspecteur général de l'infanterie en Algérie.
3 ans plus tard, en 1845, il est affecté au 5e régiment de chasseurs avec lequel il est cité le 13 mars 1846 à l'occasion de combats contre Abdelkader, et reçu dans l'ordre de la Légion d'honneur. 
En 1847, il est affecté à l'Etat-Major du gouverneur général de l'Algérie, puis à l'Etat-Major de la division d'Oran, commandée par le général Pelissier auprès duquel il occupera les fonctions d'aide de camp. 

### Sous le Second Empire
Le 2 décembre 1852, Renson s'illustre à nouveau lors du siège de Laghouat. Dans son rapport sur la bataille, le duc de Malakoff s'exprimera en ces termes : "Je ne saurais trop me louer des services intelligents et de la bravoure de monsieur le capitaine Renson, mon aide de camp, que je vous recommande d'une manière toute spéciale". Le 29 décembre 1852 au château de Compiègne, il aura l'honneur de présenter à l'Empereur les drapeaux pris à l'ennemi lors de la bataille. Napoléon III lui conférera en récompense le grade de chef d'escadrons d'Etat-Major. 

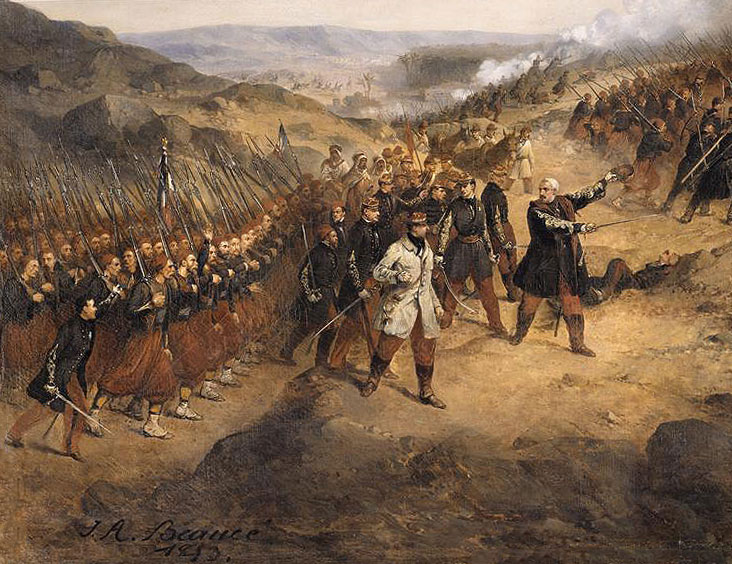
La prise de Laghouat par le général Pelissier, Jean-Adolphe Beaucé, 1853

Avec la guerre de Crimée, il est affecté à l'Etat-Major de l'Armée d'Orient en 1854, et fait officier de la Légion d'Honneur le 25 octobre de la même année. Il participera dans ses fonctions aux batailles d'Alma, de Balaklava, et au siège de Sébastopol. Le 5 novembre 1854, il s'illustre lors de la bataille d'Inkermann, au cours de laquelle il aura son cheval tué sous lui. Fort de sa brillante attitude au feu, il sera fait compagnon de l'ordre du Bain, officier de l'ordre du Medjidié, et élevé au grade de lieutenant-colonel. Le 7 juin 1856, il est nommé sous-chef d'Etat-Major général du grand quartier général de Sébastopol.

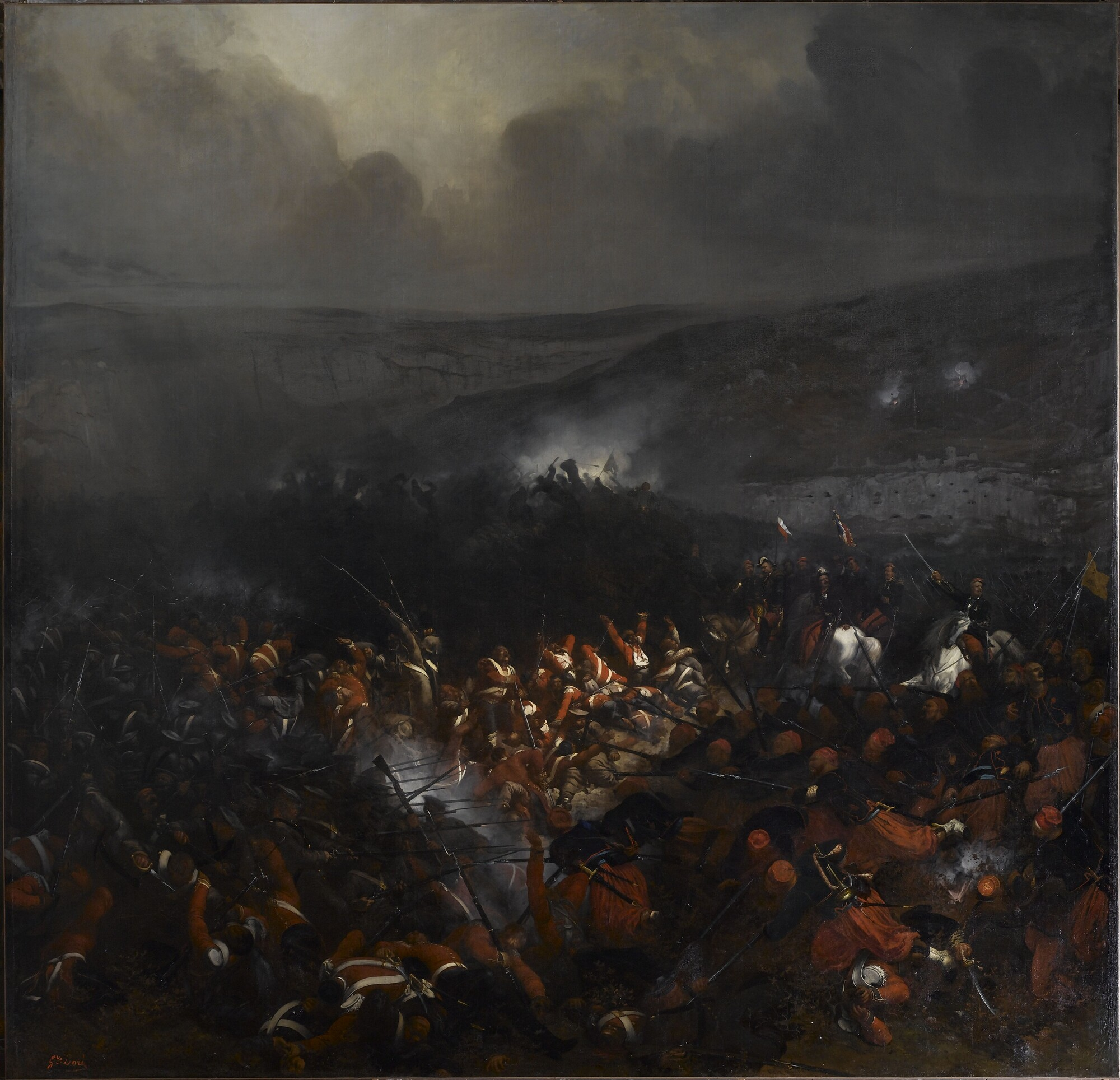
La bataille d'Inkermann, par Gustave Doré

Il retourne ensuite en Algérie en tant que chef d'Etat-Major de la Division d'Oran, puis chef de cabinet d'Aimable Pelissier, gouverneur général de l'Algérie fraichement élevé à la dignité de Maréchal de France. A la mort du Maréchal Pelissier le 22 mai 1864, Renson aura l'honneur de fermer les yeux de sa dépouille. Il occupera ensuite les fonctions d'aide de camp du Maréchal de Mac-Mahon, duc de Magenta.

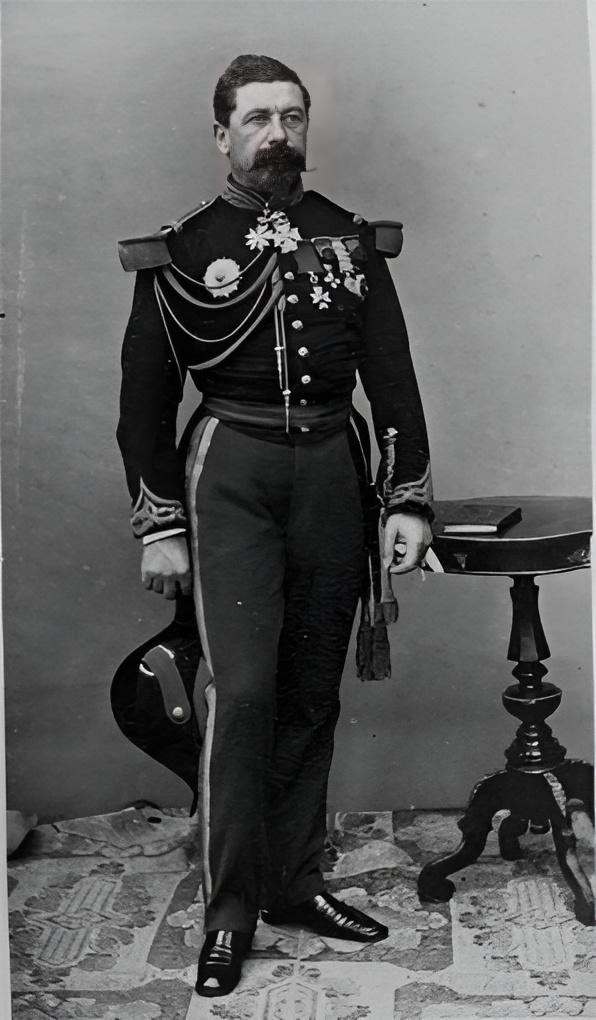
Le colonel Renson, aide de camp du maréchal Pelissier

En 1866, Renson prend le commandement de la Subdivision d'Aumale en Algérie, puis est nommé général de Brigade le 30 avril 1867 et placé à la tête de la Subdivision d'Oran. 
En 1869, il est chef d'Etat-major au camp de Chalons. Dans cette affectation, le général Bourbaki dira de lui : "Très robuste de corps, il a un caractère doux et charmant ; son cœur est chaud, sa tête froide, sa nature est des plus sympathiques. On s'attache à lui naturellement et on fait bien. C'est un officier général instruit, brave et résolu".
Le 17 juillet 1870, il est nommé chef d'Etat-Major général du 7e Corps de l'Armée du Rhin avec lequel il combat les troupes prussiennes à Belfort, Reims, puis Sedan. 
Le 1er septembre 1870, il est nommé chef d'Etat-Major de l'Empereur Napoléon III,.  Retranché avec lui à Sedan le 2 septembre 1870, il est capturé et emprisonné à Coblence, puis à Bonn.

### Sous la Troisième République
Après sa libération, il prend la tête de l'Etat-Major du 4ème Corps d'Armée, engagé dans les opérations contre la Commune.  
Promu général de Division le 20 avril 1871, il accède aux fonctions de directeur général du personnel du ministère de la Guerre, avant d'être nommé au conseil supérieur de la Guerre par le président Adolphe Thiers. Il est élevé à la dignité de grand officier de la Légion d'Honneur le 11 octobre 1873. 
Commandant le 16ème Corps d'Armée le 19 février 1878, il est nommé inspecteur général de l'Ecole Supérieure de Guerre avant d'être admis au cadre de réserve en 1883.
Il meurt à Paris le 21 mars 1884.

## Titres et décorations[9]

### Décorations
Il est titulaire des distinctions suivantes :
- Officier de l'ordre du Medjidié, le 5 octobre 1855
- Compagnon de l'ordre du Bain (Division militaire), le 30 avril 1856
- Grand-Croix de l'ordre du Nichan Iftikhar, le 14 mars 1863
- Officier de l'ordre militaire de Savoie, le 14 mars 1863
- Commandeur de l'ordre de Léopold de Belgique avec épées, le 20 mars 1863
- Grand Officier de l'ordre du Lion et du Soleil de Perse, le 10 juillet 1863
- Commandeur de l'ordre de Saint Olaf de Suède et Norvège avec épées, le 27 décembre 1864[17]
- Grand officier de l'ordre de la Légion d'Honneur le 11 octobre 1873[3]
- Grand Officier de l'ordre du Soleil Levant du Japon, le 1er mai 1880

- Il est en outre décoré de la médaille de Crimée avec agrafe Alma, Balaklava, Inkermann et Sebastopol, le février 1857.

### Patronyme
Le général Renson est autorisé par décret du 28 mars 1876 à ajouter à son nom patronymique celui d’Alloïs d’Herculais.